# Pirassunungoleptes lesserti
Pirassunungoleptes lesserti is een hooiwagen uit de familie Zalmoxioidae.